# Evangelische Kirche Spiegelberg

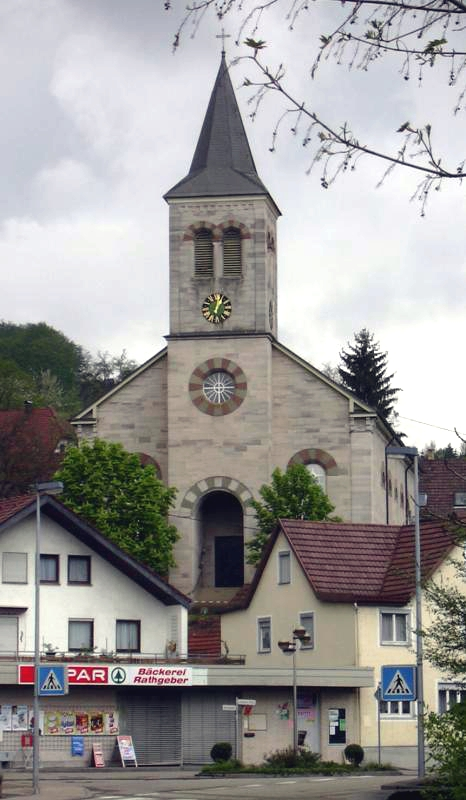
Evangelische Kirche Spiegelberg

Die Evangelische Kirche Spiegelberg ist die Pfarrkirche von Spiegelberg, einer Gemeinde im Rems-Murr-Kreis in Baden-Württemberg. Das Bauwerk ist beim Landesamt für Denkmalpflege Baden-Württemberg als Baudenkmal eingetragen. Die Kirche gehört zum Kirchenbezirk Backnang der Evangelischen Landeskirche in Württemberg.

## Beschreibung
Die Saalkirche aus Quadermauerwerk im Rundbogenstil wurde 1843/44 nach einem Entwurf von Gottlob Georg Barth errichtet und später entstellend umgebaut. Sie besteht aus einem Langhaus und einem Fassadenturm im Süden, der halb in das Langhaus eingestellt ist. Sein oberstes Geschoss enthält die Turmuhr und den Glockenstuhl mit drei Kirchenglocken. Darauf sitzt ein achtseitiger Knickhelm. Das Portal befindet sich hinter einer offenen Vorhalle im Süden.